# 高晓声
高晓声（1928年7月6日—1999年7月6日），江苏武进人，中国小说家。

## 生平
童年时代在农村度过，其父是知识分子，因而能够接触文学。14岁丧母，家境清贫，中学阶段屡次因付不起学费而辍学。后来进入上海法学院经济学系读了2年。1949年6月参加工作，在1950年代初期开始从事创作，发表过诗、戏剧和短篇小说作品。后因参加“探求者”文学社团和《探求者》同人刊物而划为“右派”，1958年起在农村劳动、生活20余年。1979年后在江苏省文联、江苏省文化局、中国作协江苏分会工作；从事专业创作，先后发表了短篇小说《李顺大造屋》、《陈奂生上城》以及以陈奂生为主人公的系列小说作品，曾分别获1979、1980年全国优秀短篇小说奖。1980年后先后被选为江苏作协副主席、中国作家协会理事等。

## 作品
高晓声的小说关注农民的“食”、“住”问题，从平凡中挖掘出特色，同时揭露小生产者的目光短浅，政治上和生产上的极度自卑，经济上内亏已极，其总的主旨是希望农民“不但具有当国家主人翁的思想，而且确确实实有当国家主人翁的本领”。高晓声在小说中着重刻画一类“新人”形象，其基本理念是：作家要有自己的观念、英雄不能和民众对立、反对造神运动、顺应改革文学潮流。他认为农民只有适应更为复杂的新环境，才能驾驭生活。这样反映新人的作品有《水东流》、《崔全成》等。
关于高晓声的写作风格，王蒙认为他的作品“寓土于洋”，通过丰富的细节展示人物性格发展，又吸收外国小说心理描写的长处，将动作、语言和人物心理有机结合。刘旭则批评他塑造的理想“新人”过于复杂，脱离农民的真实生活，沦为政策的图解，而对传统农民却极尽丑化，艺术价值不高。